# Savoy Truffle
Savoy Truffle (Harrison) är en låt av The Beatles från 1968.

## Låten och inspelningen
En nonsensartad låt från George Harrison som från början utgick från Eric Clapton och hans frossande i olika sorters choklad. Därefter byggs mattemat vidare och ett antal rätter räknas upp. Ett antal blåsare medverkade också på låten som behövde fyra dagars arbete (3, 5, 11 och 14 oktober 1968) innan den var klar. Låten kom med på LP:n The Beatles, som utgavs i England och USA 22 november respektive 25 november 1968.